# Oxalis levis
Oxalis levis är en harsyreväxtart som beskrevs av Salter. Oxalis levis ingår i släktet oxalisar, och familjen harsyreväxter. Inga underarter finns listade i Catalogue of Life.